# Teatro de Marionetas do Porto
O Teatro de Marionetas do Porto constitui-se em 1988 e, numa primeira fase, centra a sua actividade na criação de espectáculos que resultam da pesquisa do património popular. Desta fase, destaca-se o estudo e reconstituição da velha tradição portuguesa do Teatro Dom Roberto.
A partir das raízes, a companhia começa a progredir, ao longo de diversas criações com um certo cariz experimental, no sentido da procura de elementos de modernidade na marioneta. "Exit" (1998) é o espectáculo que mais claramente consolida este rumo.
A prática teatral da companhia, actualmente, revela uma visão não convencional da marioneta, conceito aliás continuamente actualizado, e o entendimento do teatro de marionetas como uma linguagem poética e imagética evocativa da contemporaneidade. Procuram-se encontrar novas formas de concepção das marionetas, no limite objectos cinéticos, e novas possibilidades de explorar a gramática desta linguagem teatral, no que diz respeito à interpretação e à relação transversal com outras áreas de expressão como a dança, as artes plásticas, a música e a imagem.
Os 43 espectáculos criados até hoje pelo TMP destinam-se ou a público adulto ou a público infanto-juvenil e a actividade da companhia divide-se entre as apresentações na cidade do Porto, onde ao longo dos anos criou uma forte corrente de público e uma intensa actividade de itinerância no país e no estrangeiro.

## Historial
O Teatro de Marionetas do Porto constitui-se em Setembro de 1988, uma data simbólica que coincide com a apresentação da companhia na selecção oficial do Festival Mondial des Théâtres de Marionnettes, em Charleville-Mézières, com o espetáculo Entre a Vida e a Morte (Capuchinho Vermelho XXX).
O reportório da companhia começa por integrar o Teatro Dom Roberto, fantoches da tradição portuguesa, que João Paulo Seara Cardoso herdara das mãos de Mestre António Dias, último representante da geração de bonecreiros itinerantes, em 1980.
Os primeiros espectáculos criados pela companhia são fruto de uma pesquisa do património popular, sobretudo ao nível dos contos e das práticas e rituais teatrais do norte do país.
Por esta altura, na sequência de um convite da RTP, a companhia constitui uma equipa de criação alargada (Sérgio Godinho, Jorge Constante Pereira (1941-2023) e Alberto Péssimo) que, durante cerca de dois anos, desenvolve vários projectos televisivos para crianças, que viriam, de certa forma, a marcar uma geração e dos quais se destacam "A Árvore dos Patafúrdios" e Os Amigos do Gaspar.
O TMP alcança um certo reconhecimento público com a estreia de "Miséria", em 1991, espectáculo muito bem acolhido pelos espectadores e pela crítica, e que representa também o primeiro apoio financeiro do estado à actividade da companhia. Dois anos depois estreia "Vai no Batalha", uma revista à portuguesa com marionetas, crítica mordaz ao cavaquismo e à mentalidade portuguesa vigente no início dos anos 90, que fica em cena cerca de um ano com lotações esgotadas.
Testadas algumas fórmulas de teatro popular, inicia-se um novo ciclo radicalmente diferente na história da companhia. Várias experiências em busca de uma certa contemporaneidade do teatro de marionetas têm início com "3ª Estação" (co-produção com o Balleteatro Companhia) que ensaia o cruzamento das marionetas com a dança. Mais tarde, "Exit" (1998), a primeira peça do denominado ciclo urbano, no qual se procura uma reflexão sobre a condição humana pós-moderna, e no qual o teatro de marionetas é contaminado por outras linguagens artísticas como a música, o vídeo, a dança e as artes plásticas assumindo uma dimensão mais performativa, marca definitivamente o assumir de um caminho de risco. Registe-se ainda, nesta fase, a importante participação do TMP no evento "Peregrinação" da Expo 98, com "Máquina-Homem/Clone- Fighters".
Os espectáculos dirigidos a um público infanto-juvenil passam a integrar a produção anual da companhia, sempre com base em textos originais posteriormente editados em livro.
É, pois, na segunda metade dos anos noventa que se regista uma forte consolidação do projecto artístico da companhia. A corrente de público portuense alarga-se consideravelmente, levando a companhia a procurar outros espaços de maior dimensão na cidade, para a apresentação da maioria das suas criações. O TMP adquire definitivamente uma projecção internacional que o leva a apresentar-se regularmente na Europa e em diversos países do mundo (Espanha, França, Irlanda, Bélgica, Holanda, Áustria, Suíça, Itália, Israel, Brasil, Polónia, Cabo Verde, Inglaterra, Marrocos, China, República Checa, Canadá e Alemanha). E cria uma rede de parceiros de programação em Portugal que faz com que, actualmente, cerca de 30% da actividade se desenvolva em itinerância.
É neste contexto e com uma linha programática consolidada, que o TMP desenvolve a sua actividade a partir do início do novo século. Alguns espectáculos marcam esta fase: "Nada ou o Silêncio de Beckett", a produção apresentada mais vezes no estrangeiro, "Macbeth", uma importante experiência de teatro de texto, "Paisagem Azul com Automóveis", co-produção Porto 2001 e TNSJ e "Cabaret Molotov", uma incursão no universo do circo e do cabaret.
Em 2008, o TMP comemorou 20 anos de actividade e, a par da estreia de uma nova produção com carácter de certa forma celebratório – "Boca de Cena: Teatro-Jantar", propõe ao público de todas as idades uma revisitação ao seu passado, apresentando 17 produções marcantes do percurso da companhia. Entre o Porto, diversas cidades portuguesas e algumas deslocações ao estrangeiro, a companhia atingiu um máximo histórico: 216 representações para 23.017 espectadores.
Em 2013, o TMP assinalou os 25 anos de actividade empenhando-se num importante projecto: a abertura do Museu de Marionetas do Porto, que está sedeado na Rua das Flores, no centro histórico da cidade. As suas exposições permanentes e temporárias constituem uma mostra pública do importante acervo reunido ao longo dos anos e que consta de cerca de 1200 peças, entre marionetas, cenários e adereços.

Depois da morte de João Paulo Seara Cardoso, em 2010, Isabel Barros assume a direcção artística da companhia.

## Prémios e distinções
- Em 17 de janeiro de 2008 o Teatro de Marionetas do Porto foi distinguido pelo Ministério da Cultura com a Medalha de Mérito Cultural[4]